# Enrofloxacina
L' enrofloxacina  è un principio attivo che si utilizza contro infezioni da batteri Gram positivi e negativi e micoplasmi.

## Indicazioni
Viene usato prevalentemente in ambito veterinario per 
infezioni del tratto urinario inferiore (associate o meno con prostatite) e infezioni del tratto urinario superiore provocate da Escherichia coli o Proteus mirabilis; trattamento di piodermite profonda e superficiale.

## Controindicazioni
Non congelare, tenere lontano dalla portata dei bambini

## Dosaggi
- (per cani e gatti) soluzione al 2,5% di 2 ml ogni 10 kg al giorno per 5 o più giorni
- (per pesci) bagni di 5 ore con 0,1 ml di soluzione al 2,5% per ogni litro d'acqua.
- Per conigli

## Effetti indesiderati
Reazioni al punto di inoculo, i gatti possono mostrare anomalie della visione e cecità se ricevono dosaggi superiori a quelli raccomandati.